# ポケモンパン
ポケモンパンは、1998年6月から第一パンが発売している『ポケットモンスター』シリーズとのコラボレーション菓子パン商品である。

## 概要
パッケージにポケモンのキャラクターが描かれているほか、「デコキャラシール」がおまけとして付いているのが特徴。商品名には、キャラクターの名前あるいは「ポケモン」の文字が入っている。パッケージには、放送中のアニメシリーズのロゴも印字されている。パンの種類は、蒸しケーキやドーナツ、デニッシュ、クロワッサンなど、様々である。デコキャラシールホルダーが封入された商品も一部ある。
主にスーパーマーケットのパン売り場で販売されている。ただし、北海道・沖縄県では販売されていないほか、生産工場の関係上、地域によって販売されている商品のラインナップが異なる。2018年以降には『ポケモン ローカル Acts』の企画としてロコン2種が「北海道だいすき発見隊」に任命されたことを受けて、日糧製パンやセブン-イレブン（販売終了）が北海道限定で独自の期間限定菓子パンの製造を行なっている。また、東北地方では同社仙台工場から引き継いだ白石食品工業が、九州地方ではリョーユーパンが、それぞれライセンス生産（広義のエリアフランチャイズ製造）を行う（販売者は第一パン）。
1998年の発売から2014年12月までに約12億9000万個が販売されている。
韓国では、SPCグループの「SPC Samlip」が製造を行い、1998年から2000年代前半まで1個500ウォン（現在のレートで約48円）のパン1袋にポケモンのシールが一つ入っていて、このシールを種類ごとに集めることが子どもたちの間で大流行した。2022年2月24日に1500ウォンで復刻版が発売されると各地で売り切れが続出し、一週間で150万個売れた。

### デコキャラシール
全商品に漏れなく、「デコキャラシール」と呼ばれるビニール製のシールがおまけとして付いている。約5cmの長さの正方形の白い台紙の表面に、ポケモンのキャラクターが描かれたシールと、そのキャラクターの名前が書かれた楕円形の小さなシール、さらに『劇場版ポケットモンスター』公開期間中（その前後を含む）には、「ピカチュウ・ザ・ムービー」のロゴが描かれたシールが貼られている。また、イースターの時期にも特別仕様のシールとなっている。近年は、TVアニメ『ポケットモンスター』の登場にデコキャラシールが大きく影響している傾向にある。ただし例外もあり、過去には、シールのデザインが通常と大幅に異なった記念のもの、1枚に2体以上のキャラクターが描かれているもの、サトシなどアニメの登場人物がシールになったもの、暗いところで光るもの、台紙に色が着いたものなど、変わったシールもあった。シールはビニール製のため、一度貼っても簡単に剥がすことができる。また、ガラスなどの透明な物に貼ることで、裏側からも見ることができる。台紙の裏面には著作権表示がされている。シールが貼られた台紙は金色や銀色のビニール製の袋の中に入っているため、商品を購入する段階では中にどのシールが入っているかは分からない。シールの入った袋は、パッケージの中のパンの下の部分に入っている。通常は1つの商品につき1枚のデコキャラシールが付いているが、一部の商品には2枚付いている。パッケージの表面には、シールの一例と封入枚数が掲載されている。但し、一部の商品には本シールが付属せず、代わりにポケモンカードゲームで使えるカードが封入されている商品もある。2019年から、3月・7月・12月に菓子パン・デコキャラシール1枚・シールホルダーが付いた「ポケモンパンシールホルダーセット」の販売も行なっている。
1弾につき20種類のシールがあり、約1か月半から2か月で次の弾のものに入れ替えられる。なお、過去と同一の絵柄のシールが再び封入されることはない。シールの種類に関しては、どのパンに対しても均等になるよう封入されている。シールは2009年4月に第100弾に達し、以後も新作が出続け、150弾を超えている。封入されるシールのキャラクターは、ゲームやアニメの最新シリーズで登場するものが大半だが、初期のキャラクターも少なくない。なお、ピカチュウはほぼ毎弾登場している。これまでに封入されたシール全種類の一覧は、第一パンの公式ホームページに掲載されている。

## キャンペーン
毎日、ポケモン、元気だもんキャンペーン
ポケモンパン発売当初から2012年11月30日まで、15年近くに渡り実施されていたキャンペーン。全61弾。1弾につき1賞品（通常）が、抽選で数千人にプレゼントされる。募集期間は、1弾につき3か月前後。はがきに必要事項を記入の上、商品裏面に印字されている応募マークを切り取り、6点分を貼ることで1口応募できる。応募マークはポケモンパン全商品に付いており、大半の商品は1点だが、2点以上の応募マークが付いた商品も一部ある。食器、クッション、ぬいぐるみ、バッグ、デコキャラシールホルダーなどの様々なオリジナル賞品や、『劇場版ポケットモンスター』の公開時期が近づくと、その前売り券が賞品としてプレゼントされた。パッケージの裏面にはキャンペーンの詳細が書かれている。表面にもキャンペーン実施中の旨が書かれているが、2012年11月以降発売の商品にはその文言は書かれていない。第61弾（賞品は『第一パンオリジナル ポケモンゲームポーチ』）の募集終了とともにキャンペーン終了となり、以後の応募マークは使用ができなくなった。今後は新たなキャンペーンが実施される。

## CM
ポケモンパンのCMでは、ヒロイン役の声優がナレーションやサウンドロゴを担当していた。